# エリザベート・ド・ヌヴェール
エリザベート・ド・ヌヴェール（フランス語：Élisabeth de Nevers, 1439年8月24日以降 - 1483年6月21日）は、クレーフェ＝マルク公ヨハン1世の妃。クレーヴ＝ヌヴェール家の家長であった。その領地は遺産の一部として、死後は息子アンジルベールが継承した。

## 生涯
エリザベートはエタンプ、ヌヴェール、ルテルおよびウー伯ジャン2世とジャクリーヌ・ダリーの長子として生まれた。エリザベートの弟は5歳で亡くなり、父ジャン2世は息子がいなかったため、長女エリザベートをヌヴェール伯領とウー伯領の相続人とした。
1456年4月22日にブルッヘにおいてクレーフェ公ヨハン1世と結婚した。マリー・ド・ブルゴーニュとクレーフェ公アドルフ1世の結婚に続き、これはヴァロワ＝ブルゴーニュ家とマルク家の2度目の結婚となった。これらの結婚により、クレーフェ公国はその後100年間ブルゴーニュと密接な関係を持つこととなり、主に文化生活に反映された。宮廷生活だけでなく、クレーフェ公領における統治上の制度も、ブルゴーニュの例に倣うようになった。
ゲルデルン公アドルフ・ファン・エフモントの死後、アドルフの妹カタリーナと皇帝マクシミリアン1世の両者がゲルデルン公領に対する権利を主張した。マクシミリアン1世の主張はマリー・ド・ブルゴーニュとの結婚に基づいていた。エリザベートの夫ヨハン1世が皇帝を支援するためゲルデルンに向かった際には、エリザベートは夫が不在の間、クレーフェを統治した。
エリザベートは1483年6月21日に父に先立って死去した。エリザベートのクレーフェおよびウーの継承権は三男アンジルベールが継承し、アンジルベールはクレーヴ＝ヌヴェール家の祖となった。エリザベートはクレーフェの聖マリア聖堂参事会教会に埋葬され、夫も同じ墓に埋葬されている。墓は彫刻が施され金メッキされた銅板で覆われている。また、天板はカレル・ファン・エフモントの依頼で作られたもので、夫妻の姿が描かれており、数少ないエリザベートの肖像画の一つである。この墓は、この種の芸術の中で最も重要なものの1つとされている。

## 子女
エリザベートとヨハン1世の間には6子が生まれた。
- ヨハン2世（1458年 - 1521年）[4] - クレーフェ＝マルク公
- アドルフ（1461年4月28日 - 1498年4月4日） - リエージュの律修司祭
- エンゲルベルト（1462年 - 1506年）[4] - ヌヴェール伯、ウー伯
- ディートリヒ（1464年6月29日生） - 早世
- マリア（1465年8月8日 - 1513年10月7日）
- フィリップ[4]（1467年1月1日 - 1505年3月5日） - ヌヴェール司教（1500年 - 1505年）、アミアン司教（1501年 - 1503年）およびオータン司教（1505年）